# Roberta L. Shaw
Pour les articles homonymes, voir Shaw.
Roberta L. Shaw (1958 -) est une égyptologue canadienne de l'université de Toronto.
Roberta Shaw travaille en Égypte au temple de Karnak et dans la tombe TT 89 de la nécropole thébaine dans la vallée des Nobles. Elle participe également au développement du musée de Kharga dans l'oasis d'Al-Kharga et à l'accueil des visiteurs au temple d'Amon de Deir el-Hagar dans l'oasis d'Ad-Dakhla.

## Publications
- (en) Roberta L. Shaw et Krzysztof Adam Grzymski, Ancient Egypt and Nubia, Toronto, Royal Ontario Museum, 1994, 63 p. (ISBN 978-0-88854-411-7)
- (en) Roberta L. Shaw, Something old, something new : The Deir el-Haggar visitor centre, vol. 58, Royal Ontario Museum. Committee for Field Archaeology, coll. « Royal Ontario Museum Archaeological Newsletter Series II », 1995, 4 p.